# Peñico
Peñico ist eine antike Siedlung auf dem südamerikanischen Kontinent. Die Siedlung liegt in Peru, etwa 200 km nördlich von Lima und 35 km landeinwärts der Pazifikküste im Tal des meist ausgetrockneten Río Supe. Gegründet wurde sie nach dem Niedergang der älteren Caral-Zivilisation, deren Hauptfundstätte ca. 10 km nordwestlich liegt.

## Geschichte
Das Alter der antiken Stadt schätzen Archäologen auf 3800 Jahre. Sie liegt in der peruanischen Provinz Huaura, nördlich der Hauptstadt Lima. Laut der auch in Caral zuständigen Archäologin Ruth Shady Solís liege Peñico „an einem strategischen Ort für den Handel und den Austausch mit Gesellschaften an der Küste, im Hochland und im Dschungel“.
Wissenschaftler schätzen, dass Peñico um 1800 v. Chr., nach dem Niedergang der Caral-Zivilisation, einer der ältesten Amerikas, gegründet wurde. Archäologen haben 18 Bauwerke freigelegt, darunter Wohnhäuser und öffentliche Gebäude. In einem der öffentlichen Gebäude wurden Tonskulpturen, zeremonielle Instrumente und sogenannte „Pututus“ – zeremonielle Pfeifen aus Muscheln – gefunden. Zudem verfügt einer der architektonischen Bestandteile über Reliefskulpturen. Die Experten meinen, dass in Peñico eine komplexe Gesellschaft mit fortschrittlichen landwirtschaftlichen und architektonischen Systemen und umfassenden Kenntnissen in Ökologie, Astronomie und Mathematik existierte.
Man geht davon aus, dass sich Peñico dank des Handels mit Hämatit entwickelte, einem Mineral, das ein leuchtend rotes Pulver lieferte. Es wurde später für Keramikmalereien sowie für rituelle Körperzeichen verwendet, es hatte in der andinen Kosmologie eine große symbolische Bedeutung.
Die Ausgrabungen im Gelände, in dem Peñico dann gefunden wurde, hatten 2017 begonnen. Die Stätte von Peñico ist seit dem 12. Juli 2025 für Touristen zugänglich, und es wurden Infrastruktur und ein kleines Informationszentrum erstellt.